# جان لويس ديسفينيز
جان لويس ديسفينيز (20 مايو 1956 في تالينس) (بالإنجليزية: Jean-Louis Desvignes)‏ لاعب كرة قدم فرنسي معتزل كان يجيد اللعب في خط الوسط. ساهم في تتويج نادي باستيا ببطولة كأس فرنسا موسم 1980-1981.

## روابط خارجية
- جان لويس ديسفينيز على موقع قاعدة بيانات كرة القدم.إي يو (الإنجليزية)